# Bruce Golding
Orette Bruce Golding (n. 1947) fue el primer ministro de Jamaica desde el 20 de enero de 2005 hasta el 23 de octubre de 2011. Es miembro del Partido Laborista de Jamaica. Golding se tornó primer ministro tras la estrecha victoria de su partido -- 50,1% de los votos en las elecciones generales del 3 de septiembre de 2007 -- y también del reconocimiento por la ex primera ministra Portia Simpson-Miller de su derrota. Golding asumió el cargo el 11 de septiembre del mismo año y es el octavo primer ministro después de la independencia de Jamaica.
Golding fue presidente del Partido Laborista de Jamaica (JLP) antes de él y otros decidisen salir y fundar el Movimiento Democrático Nacional (NDM) el 1993, del que fue también presidente. El 2002 él regresó al JLP y el 2003 volvió a la presidencia del partido.
Es casado con Lorna Golding y tiene tres hijos.